# Aulandra cauliflora
Aulandra cauliflora är en tvåhjärtbladig växtart som beskrevs av Herman Johannes Lam. Aulandra cauliflora ingår i släktet Aulandra och familjen Sapotaceae. Inga underarter finns listade i Catalogue of Life.